# VI Giochi panarabi
I VI Giochi panarabi si sono svolti dall'8 al 16 agosto 1985 a Rabat, in Marocco. All'evento hanno partecipato un totale di 3.442 atleti, rappresentanti 21 nazioni del mondo arabo, i quali si sono sfidati in 18 sport; per la prima volta sono state ammesse a partecipare anche le donne.

## Nazioni partecipanti
| - Algeria - Arabia Saudita - Bahrein - Emirati Arabi Uniti - Gibuti - Giordania - Iraq | - Kuwait - Libano - Libia - Marocco - Mauritania - Oman - Palestina | - Qatar - Siria - Somalia - Sudan - Tunisia - Yemen del Nord - Yemen del Sud |

## Sport
| - Atletica - Calcio - Ciclismo - Ginnastica artistica - Golf - Judo - Lotta - Nuoto - Pallacanestro | - Pallamano - Pallanuoto - Pallavolo - Pugilato - Sollevamento pesi - Sport equestri - Tennis - Tennistavolo - Vela |

## Medagliere
| Pos. | Nazione        |    |    |    | Totale |
| ---- | -------------- | -- | -- | -- | ------ |
| 1    | Marocco        | 57 | 38 | 22 | 127    |
| 2    | Tunisia        | 40 | 25 | 25 | 90     |
| 3    | Iraq           | 20 | 20 | 16 | 56     |
| 4    | Algeria        | 15 | 40 | 42 | 97     |
| 5    | Siria          | 9  | 14 | 29 | 42     |
| 6    | Libia          | 6  | 5  | 1  | 12     |
| 7    | Bahrein        | 4  | 1  | 0  | 5      |
| 8    | Libano         | 2  | 2  | 3  | 7      |
| 9    | Qatar          | 2  | 2  | 2  | 6      |
| 10   | Sudan          | 1  | 1  | 0  | 2      |
| 11   | Arabia Saudita | 1  | 0  | 8  | 9      |
| 12   | Yemen del Nord | 1  | 0  | 1  | 2      |
| 13   | Giordania      | 1  | 0  | 0  | 1      |
| 14   | Somalia        | 0  | 4  | 1  | 5      |
| 15   | Kuwait         | 0  | 3  | 16 | 19     |
| 16   | Palestina      | 0  | 1  | 3  | 4      |
| 17   | Gibuti         | 0  | 1  | 0  | 1      |